# Слабынько, Олег Александрович
Олег Александрович Слабынько (8 августа 1962 — 25 января 1996) — российский журналист, продюсер телевизионных программ, погиб в результате заказного убийства.

## Биография
Родился 8 августа 1962 года. В 1988 году выпускник факультета международной журналистики МГИМО.
С 1989 по 1992 год был корреспондентом в стокгольмском корпункте ТАСС. Позднее работал в коммерческой фирме.
С февраля по апрель 1993 года — руководитель пресс-службы РГТРК «Останкино», пресс-секретарь Председателя РГТРК «Останкино».
С апреля по сентябрь 1993 года Генеральный директор телевидения РГТРК «Останкино». 17 сентября 1993 отозвал своё заявление об отставке с поста директора «Останкино», поданное 15-го числа того же месяца. Причину подачи заявления видели в разногласиях по поводу телекомпании НТВ, претендующей на то, чтобы получить эфир 4 канала. Как известно, позднее компания НТВ получила 4 канал, в неё перешёл ряд известных сотрудников «Останкино». А Слабынько был уволен решением Совета директоров этой телевизионной компании.
Некоторое время до 1994 года работал продюсером программы «Проще простого» (РТВ), находясь на должности главного администратора рекламного агентства «Имарт-Видео». С 1994 по 1995 год работал в созданных им самим ассоциации «Наше кино» и рекламном агентстве «Время вперёд», был директор этого рекламного агентства. С 1995 года занял должность президента корпорации «Момент истины», одновременно продюсер программы «Момент истины».
Убит выстрелами в грудь и голову в своей квартире 25 января 1996 года. Похоронен на Машкинском кладбище в Химках Московской области.
Убийство Олега Слабынько рассматривалось как заказное и связанное с его профессиональной деятельностью, находящееся в одном ряду с убийством В. Листьева и, возможно, связанное с ним. Аналитики, отмечали, что убийство произошло через 11 месяцев после убийства Листьева, которое привело к переделу телевизионного рекламного рынка. А 8 мая 1997 года, через полтора года после убийства Олега Слабынько, был сбит машиной первый заместитель управляющего делами ОРТ Анатолий Курочкин.
Расследование убийства Олега Слабынько было поручено следователю по особо важным делам Владимиру Цхаю, но скоропостижная смерть помешала ему достичь прогресса в этом деле.